# Чемпіонат світу із шахів серед жінок 1958
Матч-реванш за звання чемпіонки світу з шахів 1958 між чемпіонкою Ольгою Рубцовою і претенденткою Єлизаветою Биковою проходив від 4 лютого до 12 березня 1958 року в Москві. Це був перший в історії жіночих змагань на першість світу матч-реванш.
- Головний арбітр — Е. Хейлімо (Фінляндія).
- Секунданти Бикової — Юхим Коган.
- Секунданти Рубцової — Абрам Поляк.

Після 6 партій Рубцова була попереду — 4 : 2. Здобувши рекордну для матчів на першість світу серію перемог (6), Бикова перехопила ініціативу, відірвалася від суперниці на 4 очки і 14-ю партією (нічия) достроково виграла матч — 8½ : 5½ (+ 7 −4 =3), знову завоювавши звання чемпіонки світу.

## Таблиця матчу
| №   | Учасниця         | 1   | 2   | 3   | 4   | 5   | 6   | 7   | 8   | 9   | 10  | 11  | 12  | 13  | 14  |  | + | − | = | Очки |
| --- | ---------------- | --- | --- | --- | --- | --- | --- | --- | --- | --- | --- | --- | --- | --- | --- |  | - | - | - | ---- |
| 1   | Ольга Рубцова    | 1   | 0   | 1   | ½   | 1   | ½   | 0   | 0   | 0   | 0   | 0   | 0   | 1   | ½   |  | 4 | 7 | 3 | 5½   |
| 2   | Єлизавета Бикова | 0   | 1   | 0   | ½   | 0   | ½   | 1   | 1   | 1   | 1   | 1   | 1   | 0   | ½   |  | 7 | 4 | 3 | 8½   |
| ECO | ECO              | A53 | C61 | E24 | B56 | E27 | B22 | B66 | B22 | B67 | C82 | E94 | B31 | E87 | A08 |  |   |   |   |      |